# Crumar

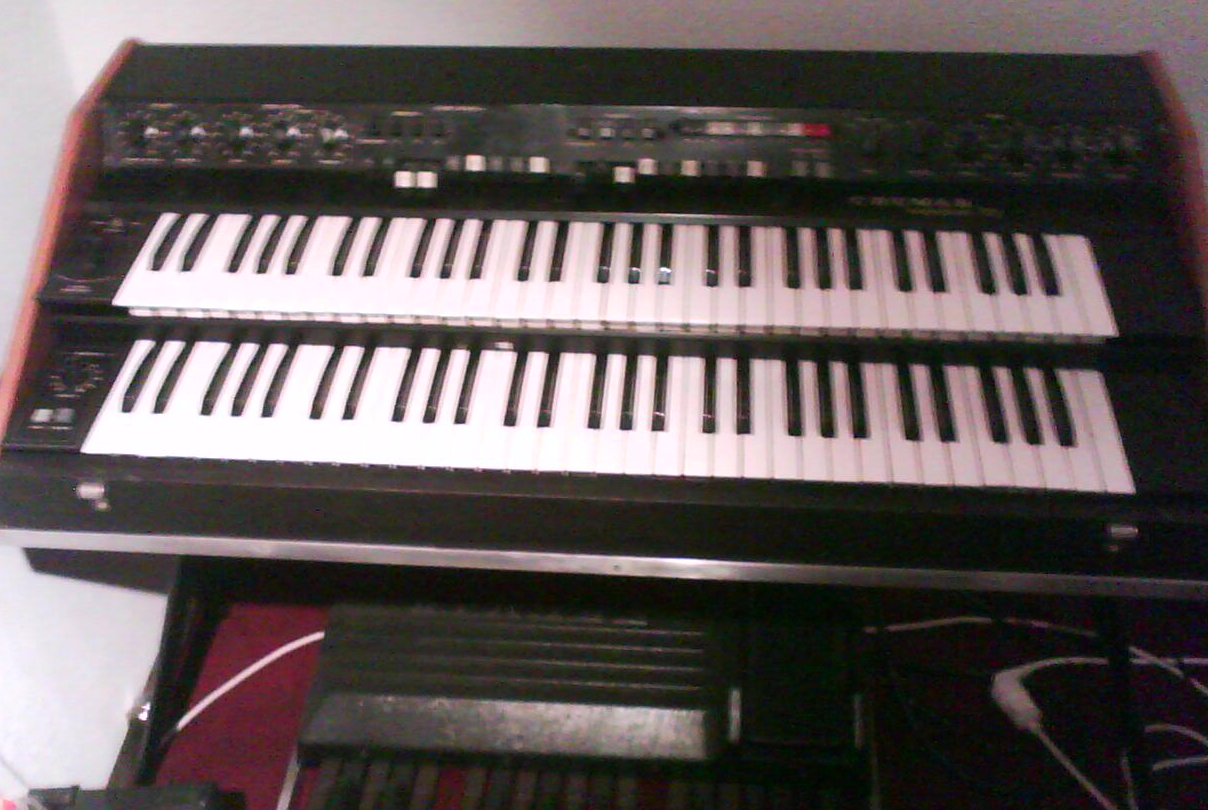
Un organizer

Crumar est une société italienne créée par Mario Crucianelli et qui a fabriqué des orgues électroniques et des synthétiseurs dans les années 1970 et 80.

## Modèles
(en cours)
| modèle       | année | caractéristiques                                                                              |
| Compac Piano | 1972  | premier modèle, 61touches, 3 sons qui peuvent se sommer, sustain                              |
| Compac Piano | 1973  | ajout d'un vibrato                                                                            |
| Organizer    | 1974  | 61 touches, 9 tirettes harmoniques (16', 5'1/3, 8', 4', 2'2/3, 2', 1'3/5, 1'1/3, 1'), vibrato |
| Multiman     | 1975  | "string machine"                                                                              |
| Organizer T1 | 1978  | simple clavier (reprenant l'Organizer, avec un tremolo et un son de basse indépendant)        |
| Organizer T2 | 1978  | double clavier + pédalier 24 pédales                                                          |

## Liens
- (it) Site en italien bien documenté
- (fr) Fiches techniques complètes de tous les Synthétiseurs Crumar